# Pro Milone
Pro Milone és un discurs de Ciceró pronunciat l'any 52 aC en defensa del polític Tit Anni Papià Miló, acusat de matar Publi Clodi Pulcre a la Via Àpia.

## Context
Miló va ser un aristòcrata conservador que havia decidir oposar-se al populista Clodi. Miló aspirava al consolat al mateix any que Clodi aspirava a la pretura i això significava que si aquest últim sortia elegit pretor en el consolat de Miló tindria poc poder en el seu càrrec. Per aquest motiu Clodi estava disposat a fer qualsevol cosa perquè el seu enemic no sortís elegit cònsol. Es va iniciar una lluita entre els bàndols d'aquests dos i aquest enfrontament va donar lloc una campanya electoral plena de violència i corrupció.
Un dels motius pels quals Clodi va decidir donar suport als candidats de Pompeu, entre els quals destaca Quint Cecili Metel Pius Escipió, en contra de Miló va ser que aquest va col·laborar en el retorn de Ciceró després que fos exiliat. Ciceró un cop va tornar a Roma va decidir ajudar Miló a aconseguir la candidatura a cònsol, ja que va veure en ell l'única possibilitat de restaurar les institucions republicanes i tornar a aconseguir el protagonisme com a orador que havia perdut.

## Defensa
L’any 52 aC es va acusar Miló d’haver assassinat el seu enemic Clodi. Ciceró en cap moment va negar que Miló matés Clodi, sinó que va intentar que l’assassinat fos considerat legal, en defensa pròpia. L’objectiu del defensor era demostrar que Clodi va ser qui va parar una trampa a Miló i es va basar en els següents arguments: en primer lloc l’acusat va marxar amb la seva dona i uns quants esclaus mentre que Clodi ho va fer amb un petit exèrcit i molts esclaus i en segon lloc Clodi tenia un motiu per voler matar Miló, perquè era molt probable que aquest sortís elegit cònsol i s’interposés en els plans que tenia Clodi de ser pretor. Per tant, la víctima era la que estava més preparada per parar una emboscada i també qui tenia més motius per dur-la a terme. 

## Estructura
1. Exordium (1-6): Ciceró hi exposa les raons de l'enemistat de Miló i Clodi per intentar demostrar que va ser Clodi qui va parar una emboscada a Miló i aquest el va matar en defensa pròpia.[1]
2. Propositio (7-23): Ciceró hi exposa que no poden acusar Miló per haver matat a Clodi, ja que les lleis romanes diuen que, si es comet un assassinat en defensa pròpia, no seràs acusat d’homicidi.[1]
3. Narratio (24-31): en aquesta part s’hi exposa com durant la campanya electoral Clodi va demostrar que era capaç de fer tot el possible perquè Miló no sortís elegit com a cònsol.[1]
4. Confirmatio (32-71): com que Ciceró no tenia proves físiques va afirmar que Clodi hauria tret més benefici de la mort de Miló que no aquest últim del primer. També va recordar que Miló era un home pacífic i que la mort de Clodi no li aportava cap mena de benefici en la seva candidatura de cònsol. El problema que se li va presentar a Ciceró va ser que els esclaus del difunt van ser els que van iniciar la batalla però no podien testificar en contra del seu amo.[1]
5. Extra causam (72-91): l’Extra causam és la segona part de la confirmatio, en la qual Ciceró desenvolupa la idea que en el cas hipotètic que Miló hagués matat Clodi aquesta acció beneficiaria la República.[1]
6. Peroratio (92-105): Ciceró, en adonar-se que no guanyarà el judici, suplica als jutges i demana compassió per l’acusat.[1]

## Resultat del judici
Ciceró no va executar una bona defensa, això va produir que perdés el judici i Miló va haver d'exiliar-se. Miló va tenir molts testimonis en contra seu i Ciceró no va poder demostrar amb proves físiques ni reals la seva defensa i això el va perjudicar. Ciceró fins i tot va plorar i va pregar al tribunal que no condemnessin Miló, ja que aquest era innocent. 

## Transmissió textual
S'han trobat diferents manuscrits en els que s'ha pogut identificar alguns fragments del Pro Milone. Aquests manuscrits són els següents: 
- Un palimpsest de la biblioteca de Torí (s. IV - V).[1]
- Manuscrit de Cluny (Cluniacensis) era anterior al s. IX.[1]
- Laurentianus (s.XV)[1]
- Parisinus (s.XV)[1]
- Harleianus (s.XI)[1]
- Monacensis (s.XI)[1]
- Berolinensis (s.XII)[1]
- Werdensis[1]